# Monte Belo
Ne doit pas être confondu avec Monte Belo (Sao Tomé-et-Principe).
Monte Belo est une municipalité brésilienne de l'État du Minas Gerais et la microrégion de São Sebastião do Paraíso.